# Dysstroma glacialis
Dysstroma glacialis là một loài bướm đêm trong họ Geometridae.